# 부산 칠보사 목조관음보살좌상
칠보사 목조관음보살좌상(七寶寺 木造觀音菩薩坐像)은 부산광역시 서구 칠보사에 있는 조선시대의 불상이다. 2013년 5월 8일 부산광역시의 유형문화재 제126호로 지정되었다.

## 개요
칠보사 목조관음보살좌상은 약간 구부린 자세에 넓은 어깨와 무릅이 높고 넓어 안정감이 있다. 수인은 오른손은 무릎에 두고 왼손은 어개 높이로 들어 엄지와 중지를 맞댄 형식으로 삼존불 가운데 왼쪽협시보살상으로 제작되었을 것으로 추전된다.
머리에는 높고 화려한 장식이 있는 보관을 썼는데 중앙에는 화불이 있고 그 좌우로 봉황문화 화염보주문이 장식되어 있다. 방형의 얼굴에 가늘게 뜬 긴 눈, 큼직한 코, 도드라진 인중과 얇고 긴 입술 등이 표현이 특징으로, 전체적으로 차분하고 단정한 인상을 준다.
얼굴모습과 목 밑으로 쳐지듯 조각된 삼도의 표현, 오른쪽 어깨에서 팔꿈치까지 완전히 가린 대의, 다리 앞의 옷 주름 표현 등과 편삼의 처리, 어깨 뒤로 넘어간 대의 자락의 표현, 엄지를 중지 둘째마디에 맞댄 수인 형식까지 하천이 조성한 1730년 작 창녕 포교당 목조여래좌상과 1727년 작 대구 동화사 대웅전 목조삼세불좌상과 매우 유사하다.
또한 복장물 중 제불복장범서 인경 시기가 1730년 10월임을 알 수 있어 이 보살상이 1730년대에 제작된 작품으로 추정되며, 단정할 수는 없지만 하천이 조성한 작품일 가능성이 높다고 생각된다.
보존 상태가 매우 양호하고 조각의 표현도 우수하며, 전형적인 조선 후기 보살상의 측징을 지닌 작품으로 18세기 불상 조성 연구에 귀중한 자료이다.

## 참고 자료
- 칠보사 목조관음보살좌상 - 국가유산청 국가유산포털